# Dan Greenburg
Daniel Greenburg (Chicago, 20 de junho de 1936 – Bronx, 18 de dezembro de 2023) foi um escritor e roteirista estadunidense.

## Carreira
Dan Greenburg escreveu a série de livros Zack Files que deu origem a produção canadense "Arquivo Zack". Na série, Dan Greenburg foi pai de Zack Greenburg (Jeff Clarke), o protagonista da mesma.

## Trabalhos selecionadas

### Livros para adultos
- How to Be a Jewish Mother: A Very Lovely Training Manual (1964)
- Kiss My Firm But Pliant Lips (1965)
- How to Make Yourself Miserable: Another Vital Training Manual (1966)
- Chewsday (1968)
- Philly (1969)
- Porno-Graphics: The Shame of Our Art Museums (1969)
- Scoring (1972)
- Something's There:  My Adventures in the Occult (1976)
- Love Kills (1978)
- What Do Women Want? (1982)
- How to Avoid Love and Marriage (1983)
- True Adventures (1985)
- Confessions of a Pregnant Father (1986)
- The Nanny (1987)
- Exes (1990)
- Moses Supposes: The Bible As Told to Dan Greenburg (1997)

### Livros para crianças
| The Zack Files chapter books - Great Grandpa's in the Litter Box (#1) - Through the Medicine Cabinet (#2) - A Ghost Named Wanda (#3) - ZAP! I'm a Mind Reader (#4) - Dr. Jekyll, Orthodontist (#5) - I'm Out of My Body ... Please Leave a Message (#6) - Never Trust a Cat Who Wears Earrings (#7) - My Son, the Time Traveler (#8) - The Volcano Goddess Will See You Now (#9) - Bozo the Clone (#10) - How to Speak Dolphin in Three Easy Lessons (#11) - Now You See Me ... Now You Don't (#12) - The Misfortune Cookie (#13) - Elvis the Turnip ... and Me (#14) - Hang a Left at Venus (#15) - Evil Queen Tut and the Great Ant Pyramids (#16) - Yikes! Grandma's a Teenager (#17) - How I Fixed the Year 1000 Problem (#18) - The Boy Who Cried Bigfoot (#19) - How I Went from Bad to Verse (#20) - Don't Count on Dracula (#21) - This Body's Not Big Enough for Both of Us (#22) - Greenish Eggs and Dinosaurs (#23) - My Grandma, Major League Slugger (#24) - Trapped in the Museum of Unnatural History (#25) - Me and My Mummy (#26) - My Teacher Ate My Homework (#27) - Tell a Lie and Your Butt Will Grow (#28) - Just Add Water ... and Scream! (#29) - It's Itchcraft! (#30) | Secrets of Dripping Fang chapter books - The Onts (#1) - Treachery and Betrayal at Jolly Days (#2) - The Vampire's Curse (#3) - Fall of the House of Mandible (#4) - The Shluffmuffin Boy is History (#5) - Attack of the Giant Octopus (#6) - Please Don't Eat the Children (#7) - When Bad Snakes Attack Good Children (#8) Maximum Boy chapter books - How I Became a Superhero (#1) - The Day Everything Tasted Like Broccoli (#2) - Superhero ... or Super Thief? (#3) - Invasion from the Planet of the Cows (#4) - Maximum Girl Unmasked (#5) - Attack of the Soggy Underwater People (#6) - Meet Super Sid, Crime-Fighting Kid (#7) - The Worst Bully in the Entire Universe (#8) Weird Planet chapter books - Dude, Where's My Space Ship? (#1) - Lost in Las Vegas (#2) - Chilling with the Great Ones (#3) - Attack of the Evil Elvises (#4) - Lights ... Camera ... Liftoff! (#5) - Thrills, Chills, and Cosmic Spills (#6) |

- Jumbo the Boy and Arnold the Elephant, ilustrado por Susan Perl (Bobbs-Merrill, 1969), picture book
- The Bed Who Ran Away from Home, illus. John Wallner (HarperCollins, 1991), picture book
- Young Santa, illus. Warren Miller (Viking Press, 1991), chapter book
- Claws (Random House, 2006)

### Filmografia
- Live a Little, Love a Little (1968), baseado em seu romance Kiss My Firm But Pliant Lips
- I Could Never Have Sex with Any Man Who Has So Little Regard for My Husband (1973), baseado em seu romance Chewsday
- Fore Play (1975), com Bruce Jay Friedman e David Odell
- Private Lessons (1981), baseado em seu romance Philly
- Private School (1983)
- The Guardian (1990), baseado em seu romance The Nanny
- Private Lessons II (1993), baseado em seu romance Philly

### Obras dramáticas
As peças de Greenburg foram apresentadas na Broadway, off-Broadway, no American Conservatory Theater, na Universidade de Yale e no Actors Studio, onde foi membro da Playwrights Unit.
- Free to Be... You and Me
- Oh! Calcutta! (1969, 1976)[3]
- Arf! and The Great Airplane Snatch
- The Restaurant
- Convention
- How to Be a Jewish Mother (dezembro de 1967) (coautor, autor do livro original). As adaptações teatrais do livro best-seller de Greenburg estão em execução há mais de 30 anos; eles foram produzidos na França, Espanha, Polônia, Israel, Brasil, Holanda, Turquia e Brasil[4]

### Televisão
- A Deadly Vision
- The Zack Files
- Mad About You
- Steambath (um episódio)

## Morte
Greenburg morreu por complicações de um AVC, aos 87 anos.